# IBM 801
IBM 801是IBM设计的实验性小型计算机。 最终的架构在1980年代被IBM用作各种角色。
1974年左右，IBM正在研究构建每小时处理一百万个电话的电话交换机的可能性。 他们估计这至少需要6个MIPS处理器。
托马斯·J·沃森研究中心从事此项目的小组，包括約翰·科克，为此目的设计了处理器。1975年，电话交换项目被放弃，而没有制造处理器，但是处理器研究一直作为801项目而继续，始于1975年10月。名称801来自项目所在的建筑物，编号801。IBM寻找改善其现有机器性能的方法，项目团队成员研究了在System/370大型机上运行的程序的痕迹，并研究了编译器代码。这个项目的想法是，有可能制造一个非常小且非常快的内核，然后可以将其用于任何机器的微碼。
最初建议的体系结构是具有24位寄存器且没有虚拟内存的计算机。
该项目随后开发了一种称为CPU的“快速核心”设计，也称为801。最终的CPU于1980年夏季投入运行，并使用Motorola MECL-10K技术在大型绕线定制板上实现。 CPU的时钟频率为66 ns周期（约15.15 MHz），并且可以以当时约15 MIPS的快速速度进行计算。
801体系结构已在各种IBM设备中使用，包括用于其S/370大型机（例如IBM 3090）的通道控制器，:377各种网络设备以及最终的IBM 9370大型机核心本身。801体系结构的原始版本是IBM RT PC工作站和IBM研究院的几台实验计算机中使用的IBM ROMP微处理器架構的基础:378。
在1980年代初期，在801上获得的经验教训被重新投入到新的美国项目（America Project）中，从而产生了IBM POWER指令集体系结构和RS/6000台式科学微型计算机。
約翰·科克因其801信用而获得了图灵奖（1987年）和美国国家科学奖（1994年）。

## 參见
- PowerPC
- IBM
- POWER架構

## 延伸閱讀
- Dewar, Robert B.K.; Smosna, Matthew. . McGraw-Hill. 1990: 258–264.

## 外部鏈結
- The 801 Minicomputer - An Overview（页面存档备份，存于）
- IBM 100週年紀念頁面。 801張圖片（页面存档备份，存于）
- 801 I/O Subsystem Definition（页面存档备份，存于）
- IBM档案：A Brief History of RISC, the IBM RS/6000 and the IBM eServer pSeries（页面存档备份，存于）